# Comarca de Txiayi
La comarca de Txiayi (en mandarí: 嘉義縣, Jiāyì-xiàn; en japonès: 嘉義県, Kagi-ken), sovint romanitzada com a Chiayi, és una comarca de la república de la Xina localitzada al sud-oest de l'illa de Taiwan. La seua capital és la ciutat de Taibao, tot i que el municipi més populós n'és la vila rural de Minxiong. Des de 1950 a 1982, la capital comarcal fou la ciutat de Txiayi, que fou elevada a la categoria de ciutat provincial.
L'actual magistrat comarcal i des de 2018 és en Weng Txang-liang, pertanyent al Partit Progressista Democràtic (PPD). Per altra banda i des del mateix any, el PPD, de tendència independentista, té majoria simple al consell comarcal, localitzat a la ciutat de Puzi.

## Geografia
La comarca de Txiayi limita amb el mont Yu cap a l'est, amb l'estret de Taiwan cap a l'oest, amb el municipi especial de Tainan al sud i amb la comarca de Yunlin al nord. La comarca té una superfície total de 1.903 quilòmetres quadrats, el que suposa un 5,35 percent de l'extensió total de l'illa de Taiwan. La comarca de Txiayi es troba localitzada al tròpic de càncer.
La comarca es troba dividida en dues ciutat comarcal, dues viles urbanes, tretze viles rurals i una vila indigena de muntanya. La ciutat de Taibao és la capital comarcal i és on es troba el Govern Comarcal de Txiayi.

### Municipis

#### Ciutats comarcals
- Taibao (太保市)
- Puzi (朴子市)

#### Viles urbanes
- Budai (布袋鎮)
- Dalin (大林鎮)

#### Viles rurals
- Dapu (大埔鄉)
- Tongxi (東石鄉)
- Fanlu (番路鄉)
- Liujiao (六腳鄉)
- Lucao (鹿草鄉)
- Meixan (梅山鄉)
- Minxiong (民雄鄉)
- Xuixang (水上鄉)
- Xikou (溪口鄉)
- Xingang (新港鄉)
- Yitxu (義竹鄉)
- Txongpu (中埔鄉)
- Txuqi (竹崎鄉)

#### Vila indigena
- Alishan (阿里山鄉)

## Història
Des de la dècada de 1920, quan l'illa formava part del Japó, l'antiga prefectura de Tainan abastaba les actuals comarques de Txiayi i Yunlin així com les ciutats de Txiayi i Tainan. Després de la presa de l'illa per la república de la Xina el 25 d'octubre de 1945, l'actual comarca va formar par dins de la ja desapareguda comarca de Tainan (1945-2010). L'octubre de 1950 es crea la comarca de Txiayi, dins de la també desapareguda en 2019 província de Taiwan. La ciutat de Txiayi és designada com a capital comarcal. El juliol de 1982, la ciutat de Txiayi és elevada a la categoria de ciutat provincial i per això, el desembre de 1981 ja s'havia canviat la capital comarcal a l'aleshores vila de Taibao. El març de 1989 la vila de Wufong canvia el seu nom pel d'Alishan. El juliol de 1991, la vila de Taibao esdevé ciutat. El novembre del mateix any, s'estrena una nova seu per al govern comarcal. El setembre de 1992, la vila de Puzi esdevé ciutat.